# ROCS Kee Lung (DDG-1801)
Le ROCS Kee Lung (基隆, DDG-1801) est le navire de tête de la classe Kee Lung (en), destroyer lance-missiles de la Marine de la république de Chine.

## Historique
Bien que le Kee Lung soit le navire de tête de sa classe, il n'était en fait pas le premier navire de sa classe à être construit. Kee Lung était autrefois le destroyer USS Scott (DDG-995) (en) de l'United States Navy , qui a été mis hors service par la marine des États-Unis en 1998. Il a été vendu à la marine de la république de Chine avec les trois autres destroyers de classe Kidd en 2001. Il a ensuite été renommé Kee Lung. C'était le premier des quatre navires à être mis en service dans la marine de Taïwan, ce qui en a fait le navire de tête dans la marine de la République de Chine. Ironiquement, l' USS Kidd (DDG-993) (en) , qui était le navire de tête d'origine de la classe, a également été vendu à la République de Chine en 2006 et a été renommé ROCS Tso Ying (DDG-1803). Pendant un certain temps, Kee Lung a été provisoirement nommé Chi Teh (紀德), une translittération de Kidd en chinois. Mais il a été décidé plus tard de lui donner le nom du port de Keelung, un grand port naval du nord de Taïwan.
Kee Lung, avec des trois navires-jumeaux, est le plus grand destroyer et le deuxième plus grand navire en déplacement jamais en service dans la marine de la République de Chine, seulement plus petit que le Landing Ship Dock ROCS Hsu Hai (LSD-193). Kee Lung a été remis en état de service dans la ROCN au Charleston Naval Shipyard à Cooper River, en Caroline du Sud. Il a été officiellement mis en service le 17 décembre 2005 avec le navire jumeau ROCS Su Ao (DDG-1802).

### Spécifications
Kee Lung est le seul des quatre unités à être équipé du système LAMPS III et d'u nposte de pilotage renforcé. Cela permet à Kee Lung de transporter jusqu'à deux des hélicoptères Sikorsky SH-60 Seahawk les plus capables pour la guerre anti-sous-marine, par rapport à ses navires frères.

## Galerie

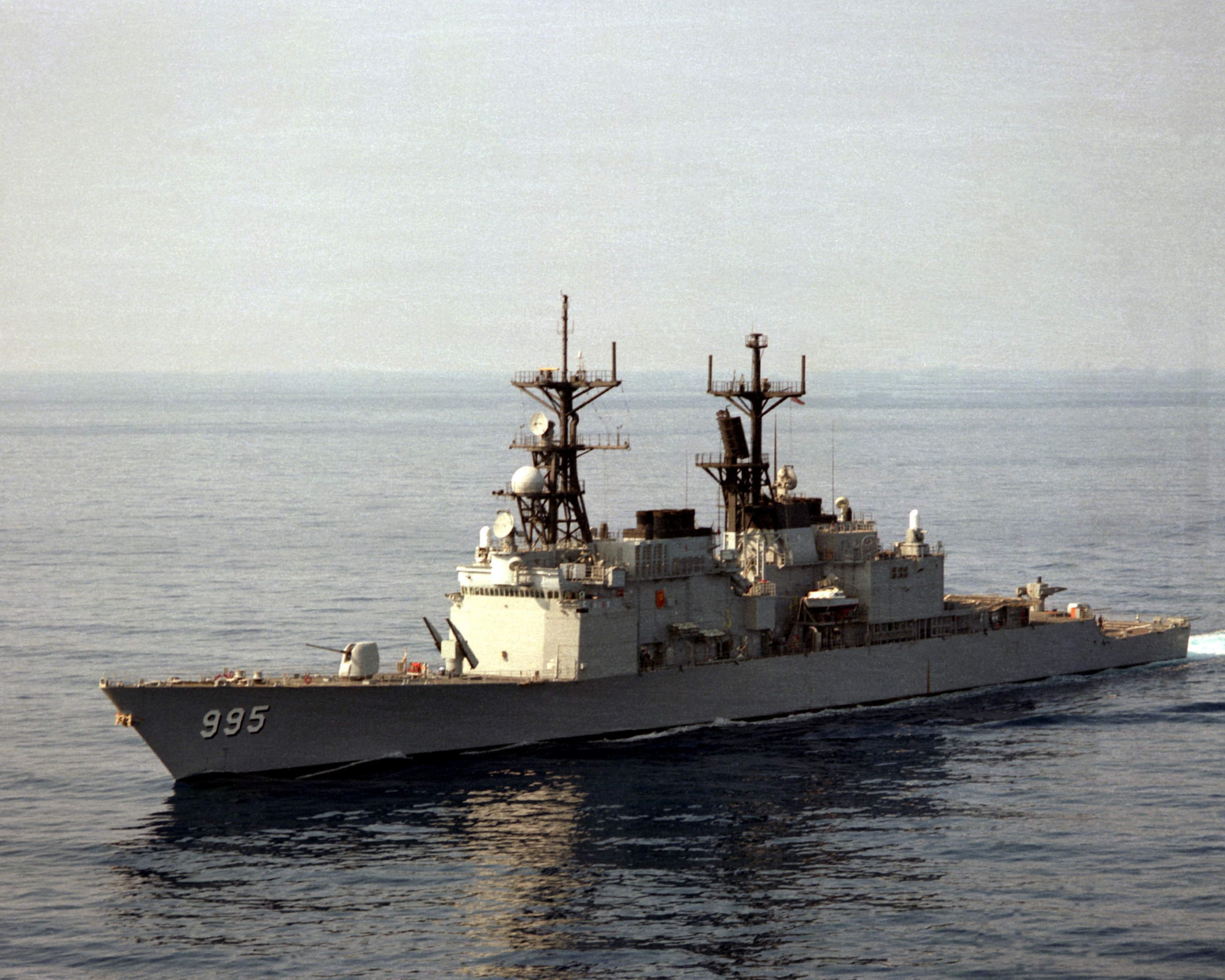
USS Scott (DDG-995)
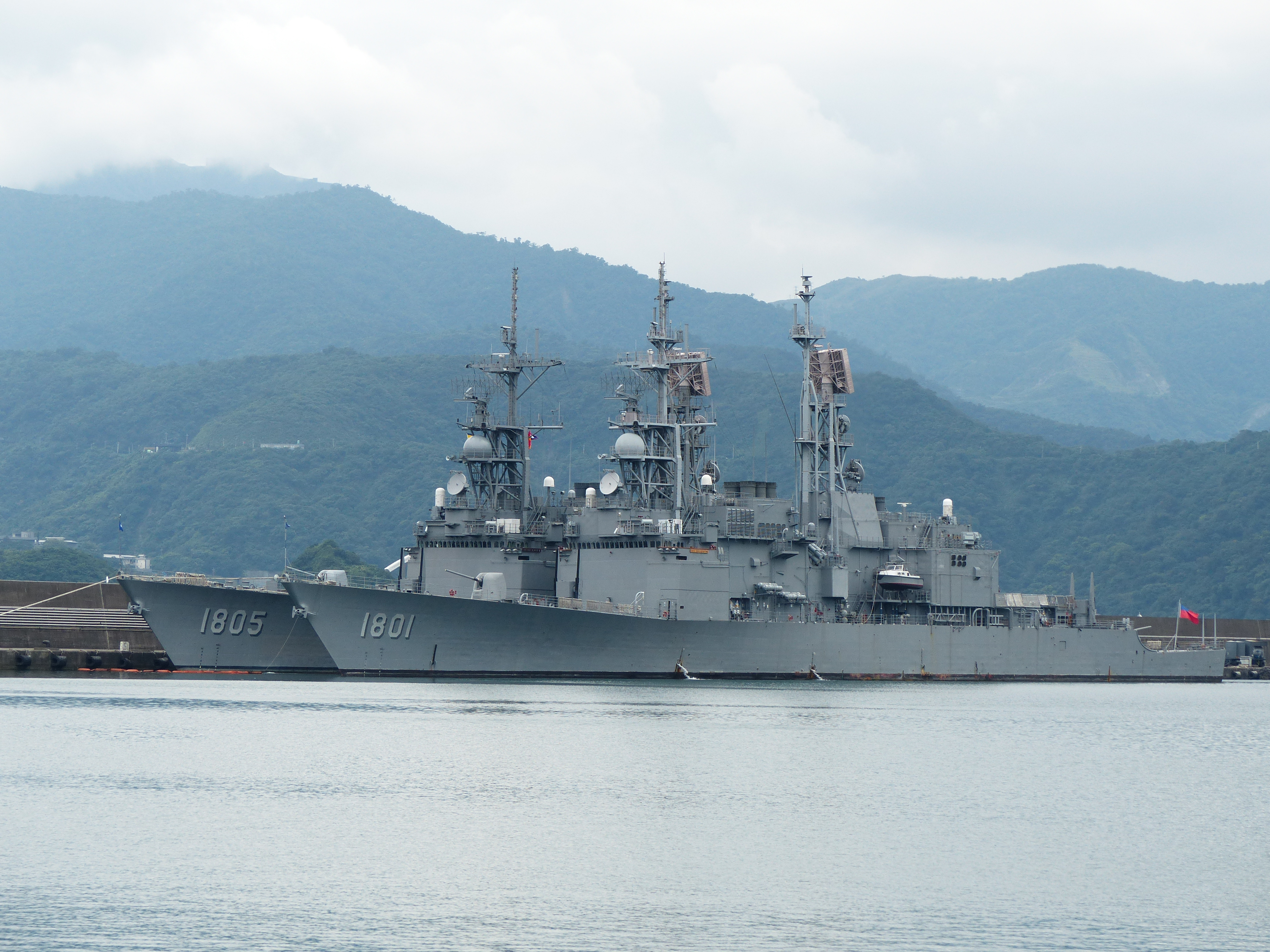
DDG-1801 et 1805
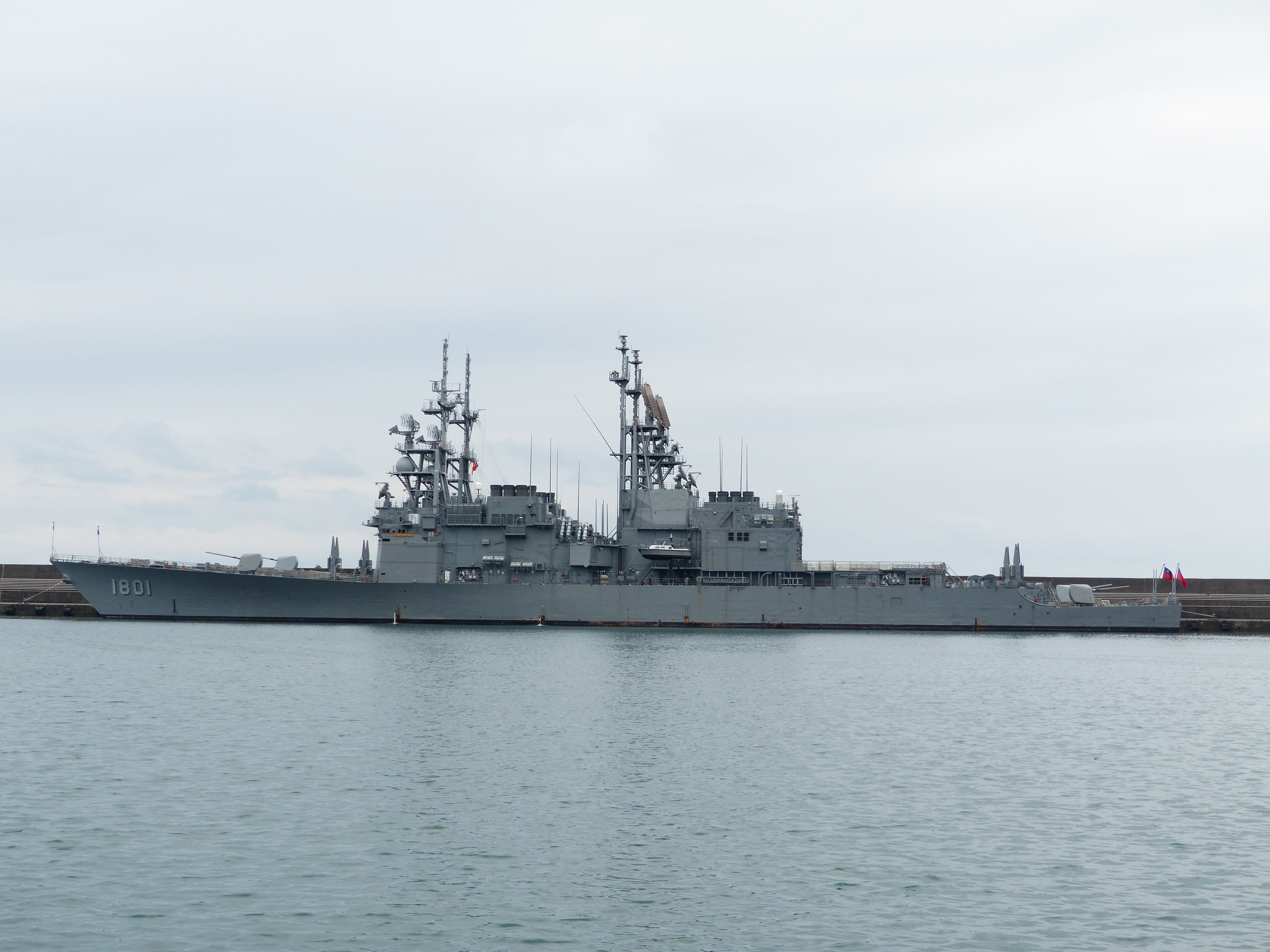
Kee Lung (DDG-1801)